# Poncetia doisuthepica
Poncetia doisuthepica är en fjärilsart som beskrevs av Hans Bänziger 1988. Poncetia doisuthepica ingår i släktet Poncetia och familjen tandspinnare. Inga underarter finns listade i Catalogue of Life.